# Баоин
Баои́н (кит. упр. 宝应, пиньинь Bǎoyìng) — уезд городского округа Янчжоу провинции Цзянсу (КНР).

## История
Во времена империи Суй здесь был создан уезд Аньи (安宜县). Во времена империи Тан после восшествия в 762 году на престол императора Дай-цзуна, взявшего девизом правления «Баоин», уезд был переименован в честь нового девиза правления.
В 1949 году был создан Специальный район Янчжоу (扬州专区), и уезд вошёл в его состав. В 1950 году Специальный район Янчжоу был присоединён к Специальному району Тайчжоу (泰州专区). В 1953 году была создана провинция Цзянсу, и Специальный район Тайчжоу был переименован в Специальный район Янчжоу.
В 1960 году из уезда Баоин был выделен уезд Цзиньху.
В 1970 году Специальный район Янчжоу был переименован в Округ Янчжоу (扬州地区).
В 1983 году были расформированы Округ Янчжоу и город Янчжоу, и образован Городской округ Янчжоу.

## Административное деление
Уезд делится на 14 посёлков.